# Objava rata
Objava rata je formalni akt najviših predstavnika države kojom se ustanovljuje stanje rata između te i neke druge države odnosno država.
Iako su određeni simbolički, odnosno strogo formalni oblici objave rata postojali i ranije, objave rata kakve poznaje suvremena diplomacija datiraju od vremena renesanse, odnosno običajnog prava kakvo se razvilo među talijanskim gradovima-državama.
Običaji vezani uz objave rata su kasnije kodificirani Haškim konvencijama. U 20. stoljeću formalnih objava rata je bilo sve manje. Briand-Kellogov pakt iz 1928. godine je države-potpisnice obvezao da se odreknu rata kao načina rješavanja sporova, a opći porast pacifističkog raspoloženja u javnosti nakon dva svjetska rata je rat kao takav učinio nepopularnim i politički neprihvatljivim.
Zbog toga su države i vlade nakon Drugog svjetskog rata odustale od vođenja ratova pod tim imenom, pa se umjesto toga rabe eufemistički izrazi kao primjerice policijska akcija, humanitarna intervencija ili jednostavno "konflikt", što obično sa sobom ne povlači obvezu formalne objave rata.
Još jedan od razloga zbog kojih države izbjegavaju formalne objave rata jest nastojanje da se protivničkoj državi ostavi što manje vremena kako bi reagirala na vojne akcije.

## Vanjske poveznice
- Objave rata za vrijeme Drugog svjetskog rata {engl.}